# Rodowo (powiat mrągowski)
Rodowo (niem. Rodowen, od 1938 do 1945 Abbau Heinrichsdorf) – wieś w Polsce, położona w województwie warmińsko-mazurskim, w powiecie mrągowskim, w gminie Sorkwity.
Rodowo wchodzi w skład sołectwa Jędrychowo.
Rodowo w XVIII wieku pełnoło rolę folwarku należącego do Jędrychowa. W latach 1975–1998 Rodowo administracyjnie należało do województwa olsztyńskiego.
Przed 2023 r. miejscowość była częścią wsi Jędrychowo.